# لوكسمبورغ في الألعاب الأولمبية
لوكسمبورغ في الألعاب الأولمبية الألعاب الأولمبية هي من أهم الأحداث الرياضية في لوكسمبورغ ، تقوم اللجنة الأولمبية الرياضية اللوكسمبورغية بالإشراف في شؤون مشاركة لوكسمبورغ في الألعاب الأولمبية، شاركت لوكسمبورغ أول مرة في الألعاب الأولمبية في دورة 1900 في باريس في فرنسا، فازت لوكسمبورغ حتى الآن في مشوارها في الألعاب الأولمبية الصيفية بمجموع ميداليتين في الألعاب الأولمبية الصيفية ذهبية وفضية واحدة، وأكثر الرياضات التي تنافس فيها سباق الدراجات الهوائية و رفع الأثقال.
في الألعاب الأولمبية الشتوية شاركت أرمينيا أول مرة في دورة 1928 في سان موريتز في سويسرا وتمكنت من الفوز بميداليتين فضيتين في التزلج على المنحدرات الثلجية.